# Eremicamima
Eremicamima é um gênero de traça pertencente à família Agonoxenidae.